# Дациев, Даци Асхабалиевич
Дациев Даци Асхабалиевич — (13 сентября 1988, село Учкент, Кумторкалинский район, Дагестан, Россия) — российский кикбоксер, президент Федерации MMA Саратовской области, заслуженный мастер спорта России, 2-х кратный Чемпион Европы и Чемпион Мира по кикбоксингу в разделе К-1, 6-ти кратный Чемпион России.

## Биография

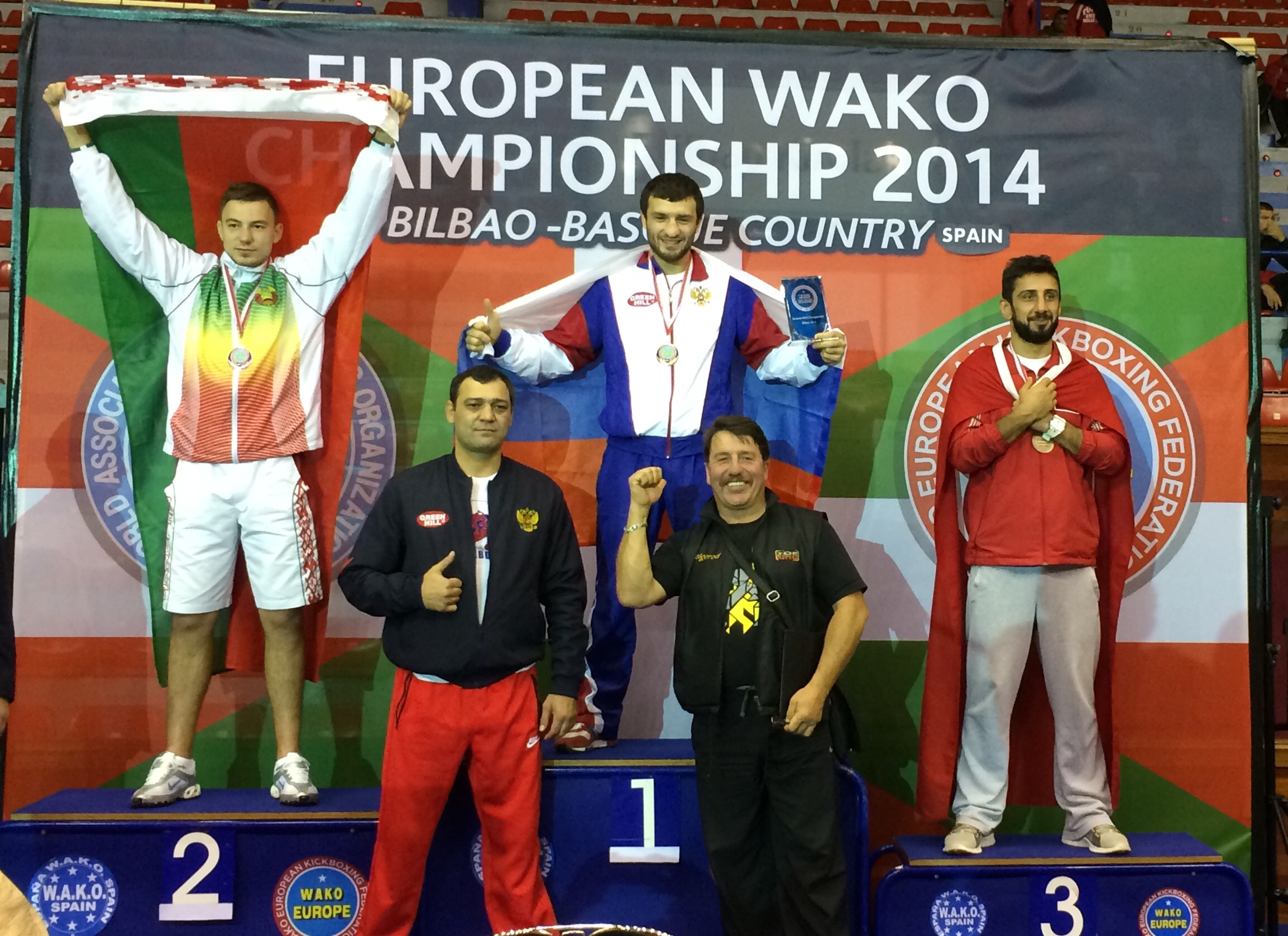

Родился в дагестанском селе Учкент, аварец по национальности. В 1995 году поступил в местную среднюю школу. Окончив ее в 2005 году, поступил на юридический факультет Саратовского государственного университета. Выступал на соревнованиях по самбо, дзюдо, боевому самбо и рукопашному бою. Тренировался под руководством ЗТР Далгатова Расула Чкаловича. После окончания СГУ получил второе высшее образование в Поволжском институте управления им. П. А. Столыпина по специальности «Экономика и управление на предприятии (операции с недвижимым имуществом)». В 2016 году окончил саратовское Училище олимпийского резерва. В том же году получил звания заслуженного мастера спорта России по кикбоксингу и мастера спорта России по рукопашному бою.

## Карьера

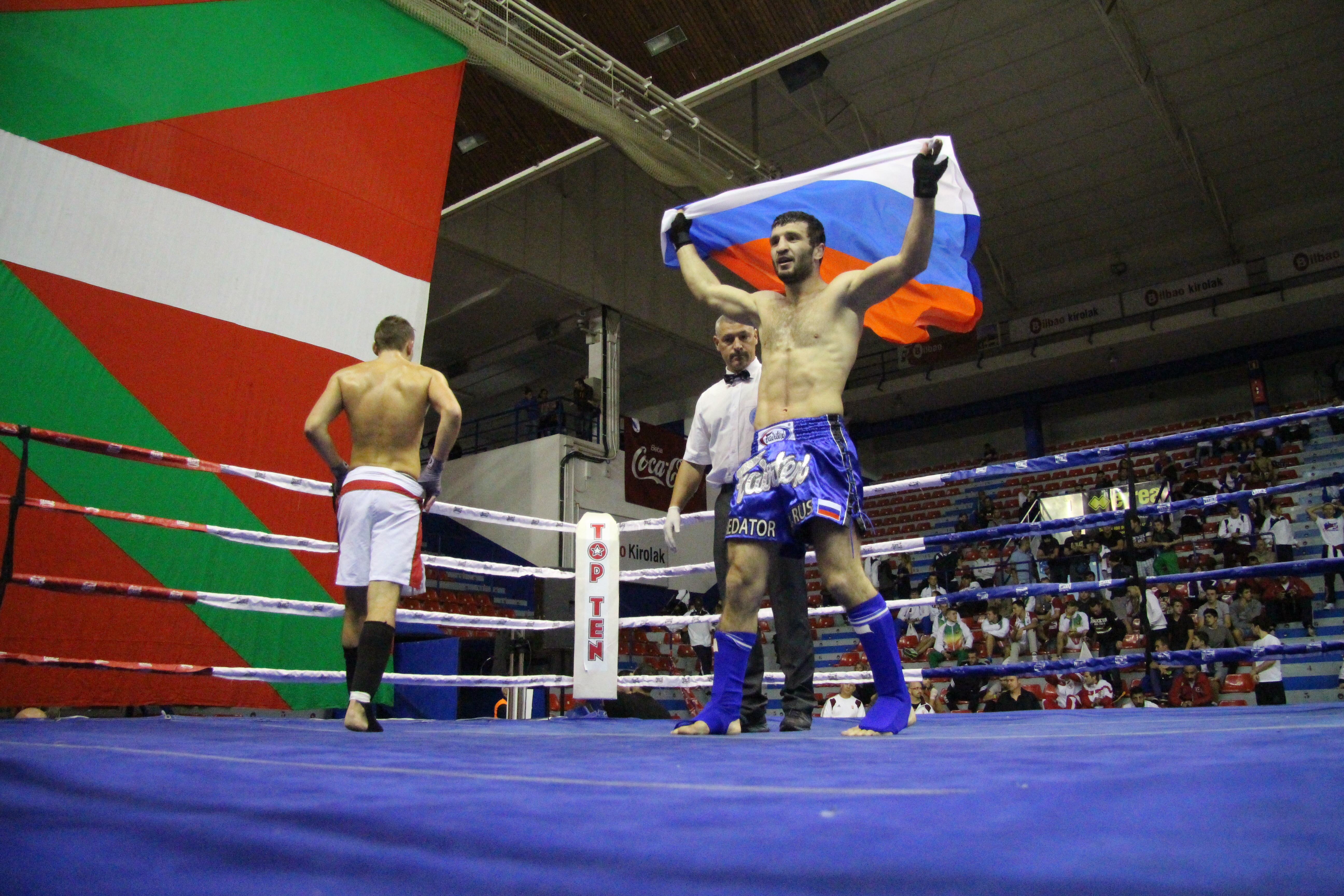

В 2009 году стал членом сборной России по кикбоксингу и завоевал первый из трех подряд титулов чемпиона Саратовской области. С 2011 года шесть лет кряду удерживал звание чемпиона России в разделе К-1. В том же году выиграл Кубок мира по кикбоксингу WAKO — XIX Московского чемпионата Лиги «КИТЕК» памяти Ю. В. Ступенькова в разделе лоу-кик. В 2010—2011 стал победителем Кубка мира в разделе К-1 — World Cup Diamond, получив в награду главный приз — бриллиант.
Год спустя в Саратове стал бронзовым призером чемпионата России среди органов МВД по рукопашному бою в весовой категории 75 кг, через год выиграл этот турнир в Екатеринбурге.
В 2014-м и 2016-м выиграл чемпионат Европы по кикбоксингу в разделе К-1 в Испании и Словакии.
В 2015 году выиграл чемпионат мира по кикбоксингу-2015 в Сербии в разделе К-1 (75 кг) и победил на чемпионате внутренних войск МВД по комплексным единоборствам. В 2017-м году завоевал «бронзу» Всемирных игр по неолимпийским видам спорта в польском Вроцлаве и принял решение уйти из любительского кикбоксинга на профессиональную арену. В 2017 году устроился работать в "Газпром трансгаз Саратов".